# Podangis
Podangis é um género botânico pertencente à família das orquídeas (Orchidaceae).

## Espécie
1. Podangis dactyloceras (Rchb.f.) Schltr. (1918) - monotípico